# Крест Эйнштейна
Крест Эйнштейна или Q2237+030 или QSO 2237+0305 — гравитационно линзированное изображение квазара, который располагается по оси зрения за галактикой ZW 2237+030. Это учетверённое изображение образует крест с галактикой-линзой в центре, поэтому его назвали Крест Эйнштейна, в честь создателя Общей теории относительности, которая позволила предсказать и объяснить явление гравитационных линз.

## Обнаружение
Эта система была открыта американским астрономом Джоном Хакра и его коллегами в 1985 году. Основываясь на различных красных смещениях, они обнаружили, что квазар находится за галактикой, хотя в тот момент ими не было получено четыре раздельных изображения квазара. Галактика ZW 2237+030, вызывающая эффект гравитационного линзирования в виде креста, получила название линзы Хакра.
Хотя гравитационно-линзированные источники света часто имеют форму кольца Эйнштейна, в данном случае изображение вместо этого образуют необычную крестообразную форму из-за вытянутой формы линзирующей галактики и смещенного квазара относительно центра . 
Впоследствии были обнаружены и другие «кресты Эйнштейна».

## Подробности
Красное смещение квазара указывает на то, что он находится примерно в 8 миллиардах световых лет от Земли, в то время как линзирующая галактика находится на расстоянии всего 400 миллионов световых лет, то есть в 20 раз ближе. Видимые размеры всей галактики составляют 0,87 на 0,34 угловых минут, тогда как видимый размер креста составляет всего 1,6 на 1,6 угловых секунд.
Крест Эйнштейна может быть найден в созвездии Пегаса по координатам 22ч 40м 30,0с +3° 21′ 30″. Астрономы-любители могут увидеть часть креста с помощью телескопов, однако для этого требуется чрезвычайно темное небо и зеркало телескопа диаметром 46 см или больше.